# Classic Loire Atlantique 2024
La Classic Loire Atlantique 2024, ventiquattresima edizione della corsa, valida come evento dell'UCI Europe Tour 2024 categoria 1.1 e come terza prova della Coppa di Francia 2024, si svolse il 16 marzo 2024 su un percorso di 182,8 km, con partenza e arrivo a La Haie-Fouassière, in Francia. La vittoria fu appannaggio del francese Paul Lapeira, il quale completò il percorso in 4h16'27", alla media di 42,769 km/h, precedendo il belga Tom Van Asbroeck e il connazionale Emmanuel Morin.
Sul traguardo di La Haie-Fouassière 91 ciclisti, dei 113 partiti dalla medesima località, portarono a termine la competizione.

## Squadre e corridori partecipanti
| N.    | Cod. | Squadra                    |
| ----- | ---- | -------------------------- |
| 1-7   | COF  | Cofidis                    |
| 11-17 | DAT  | Decathlon AG2R La Mondiale |
| 21-27 | GFC  | Groupama-FDJ               |
| 32-37 | ARK  | Arkéa-B&B Hotels           |
| 41-47 | TEN  | TotalEnergies              |
| 51-57 | AUB  | St Michel-Mavic-Auber93    |
| 61-67 | UCN  | CIC U Nantes Atlantique    |
| 71-77 | NMC  | Nice Métropole Côte d'Azur |
| 81-87 | VRR  | Van Rysel-Roubaix          |

| N.      | Cod. | Squadra                     |
| ------- | ---- | --------------------------- |
| 91-97   | BBH  | Burgos-BH                   |
| 101-107 | EUS  | Euskaltel-Euskadi           |
| 111-117 | BWB  | Bingoal WB                  |
| 121-127 | PWB  | Philippe Wagner/Bazin       |
| 131-136 | ICA  | Israel Premier Tech Academy |
| 141-147 | BTC  | Beltrami TSA Tre Colli      |
| 151-157 | BPC  | BHS-PL Beton Bornholm       |
| 161-167 | EKP  | Equipo Kern Pharma          |

## Ordine d'arrivo (Top 10)
| Pos. | Corridore           | Squadra    | Tempo    |
| ---- | ------------------- | ---------- | -------- |
| 1    | Paul Lapeira        | Decathlon  | 4h16'27" |
| 2    | Tom Van Asbroeck    | Israel Ac. | a 19"    |
| 3    | Emmanuel Morin      | Van Rysel  | s.t.     |
| 4    | Pier-André Côté     | Israel Ac. | s.t.     |
| 5    | Alexandre Delettre  | St Michel  | s.t.     |
| 6    | Anthony Perez       | Cofidis    | s.t.     |
| 7    | Valentin Retailleau | Decathlon  | s.t.     |
| 8    | Lewis Askey         | Groupama   | s.t.     |
| 9    | Jordan Labrosse     | Decathlon  | s.t.     |
| 10   | Axel Mariault       | Cofidis    | s.t.     |